# Kagamiishi
Kagamiishi (鏡石町?) è una cittadina giapponese della prefettura di Fukushima.